# Десятник, Леонид Васильевич
Леонид Васильевич Десятник (род. 3 ноября 1956, с. Ново-Москва, Акбулакский район, Оренбургская область, РСФСР, СССР) — советский и казахстанский государственный деятель, кандидат экономических наук.

## Биография
Десятник Леонид Васильевич родился 3 ноября 1956 года в селе Ново-Москва Акбулакского района Оренбургской области. В раннем возрасте переехал в Казахскую ССР, где с детства проживал в Актюбинской области. Проходил срочную военную службу на Семипалатинском ядерном полигоне.

### Образование
В 1976 году окончил Актюбинский строительный техникум.
В 1983 году окончил Волгоградский инженерно-строительный институт по специальности инженер-строитель.
В 1990 году защитил диссертацию кандидата экономических наук в Московском институте управления им. С. Орджоникидзе. Тема диссертации — «Создание организационно-экономического обеспечения инвестиционного цикла».

### Трудовая деятельность
С 1976 года работал мастером в управлении «Казстальконструкция» (Актюбинск), инженером СМУ треста «Казстройпроект». После окончания вуза преподавал в Актюбинском архитектурно-строительном институте, затем продолжил научную работу.
С 1992 года занимался предпринимательской и внешнеэкономической деятельностью: был генеральным директором Рудно-Алтайской товарно-сырьевой биржи, директором торгового дома, а затем председателем Комитета внешнеэкономических связей Восточно-Казахстанской области.
В 1994 году назначен заместителем главы администрации (а позже акима) Восточно-Казахстанской области.
30 ноября 1995 года указом президента Казахстана назначен акимом Восточно-Казахстанской области. Его пребывание на посту было краткосрочным и завершилось 10 апреля 1996 года после прошедшего в Усть-Каменогорске многотысячного митинга 17 марта, посвящённого пятилетию референдума о сохранении СССР.
После отставки с поста акима Восточно-Казахстанской области продолжил работу в органах исполнительной власти России. С 1997 года — советник Управления по сотрудничеству с Казахстаном и Киргизией, а также Управления стран Средней Азии Министерства РФ по делам СНГ.
В 1999–2000 годах — начальник отдела по связям с соотечественниками и правам человека того же министерства. Позднее — начальник отдела Министерства экономического развития и торговли РФ.
С 1998 года — один из лидеров общественного движения «Единство», председатель объединения «Переселенцы из Казахстана в Россию».
В 2000 году был доверенным лицом кандидата в президенты РФ Владимира Путина.

## Семья
Женат. Супруга — Ирина Анатольевна. В семье три дочери: Ирина (род. 1981), Елизавета (род. 1984), Валентина (род. 1987).